# Finngården Rikkenstorp
Rikkenstorp (stavas även Rickenstorp) är en välbevarad finngård från 1600-talets början belägen cirka 12 kilometer väster om Grängesberg i Ljusnarsbergs socken, den nordligaste delen av Örebro län. Här finns ett återskapat odlingslandskap och några äldre byggnader, som uppfördes av skogsfinnar, bland annat ett pörte. 
Rikkenstorp representerar den skogsfinska bosättnings- och landskapshistoriska traditionen i Sverige. Finngården Rikkenstorp är en del av Ekomuseum Bergslagen. Själva gården är privatägd men ett Finnmarksmuseum och stigarna runt gården är öppna för allmänheten. I närheten ligger Bränntjärnstorpet, även det en del av Ekomuseum Bergslagen.

## Historik
Gårdens historik går troligen tillbaka till år 1607 och utgör därmed en av de äldsta finngårdarna i Sverige. Då etablerade sig med stor säkerhet skogsfinnen Hindrik Andersson med det troliga finska släktnamnet Rautiainen, även kallad Storskäggen här.
Den släkt som kom att ge gården dess namn var finnsläkten Rikkinen. Från 1680-talet till 1940 brukades gården av samma släkt. Under första delen av 1700-talet delades egendomen mellan tvillingsbröder. Den äldre brodern fick behålla den ursprungliga, nedre gården medan den yngre fick bryta ny mark och bygga sig en egen gård lite längre norrut. Mellan 1815 och 1865 skedde en kraftig uppodling av landskapet. Det existerade fram till 1940 men försvann därefter successivt.
I början av 1950-talet brändes den övre gården ner av skogsbolaget Högfors AB, som hade förvärvat marken. Den nedre gården förföll och stod öde några år till den köptes 1972 av privatpersoner. Familjen började målmedvetet att rusta gården och att återskapa det forna odlingslandskapet, som ligger i en södersluttning från skogsbrynet ner till Ökekärnen (nuvarande Lammitjärnen).
Idag är odlingsstråket nära en kilometer lång (i nord-sydlig riktning) och mellan cirka 20 och 300 meter bred. I norra änden ligger Ylatorpet, mitt på slänten återfinns Gamla Rikkenstorp, där enbart ett pörte är bevarat. Här korsar bruksvägen egendomen. Mitt på den södra delen ligger gårdens bostadshus och Finnmarksutställningen. Här visas många föremål med anknytning till skalden Dan Andersson.

## Bildgalleri

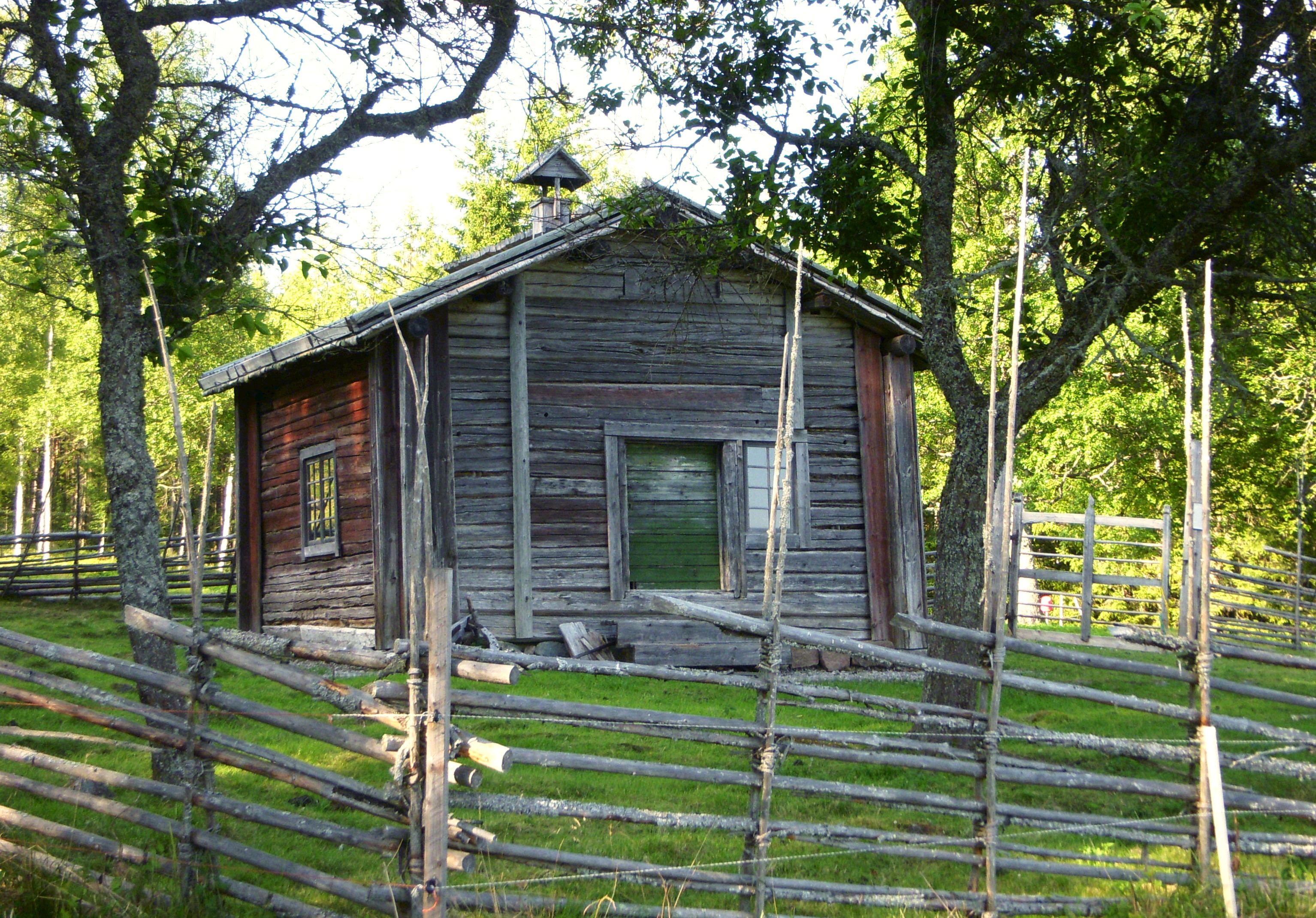
Rökstugan/pörtet (exteriör)
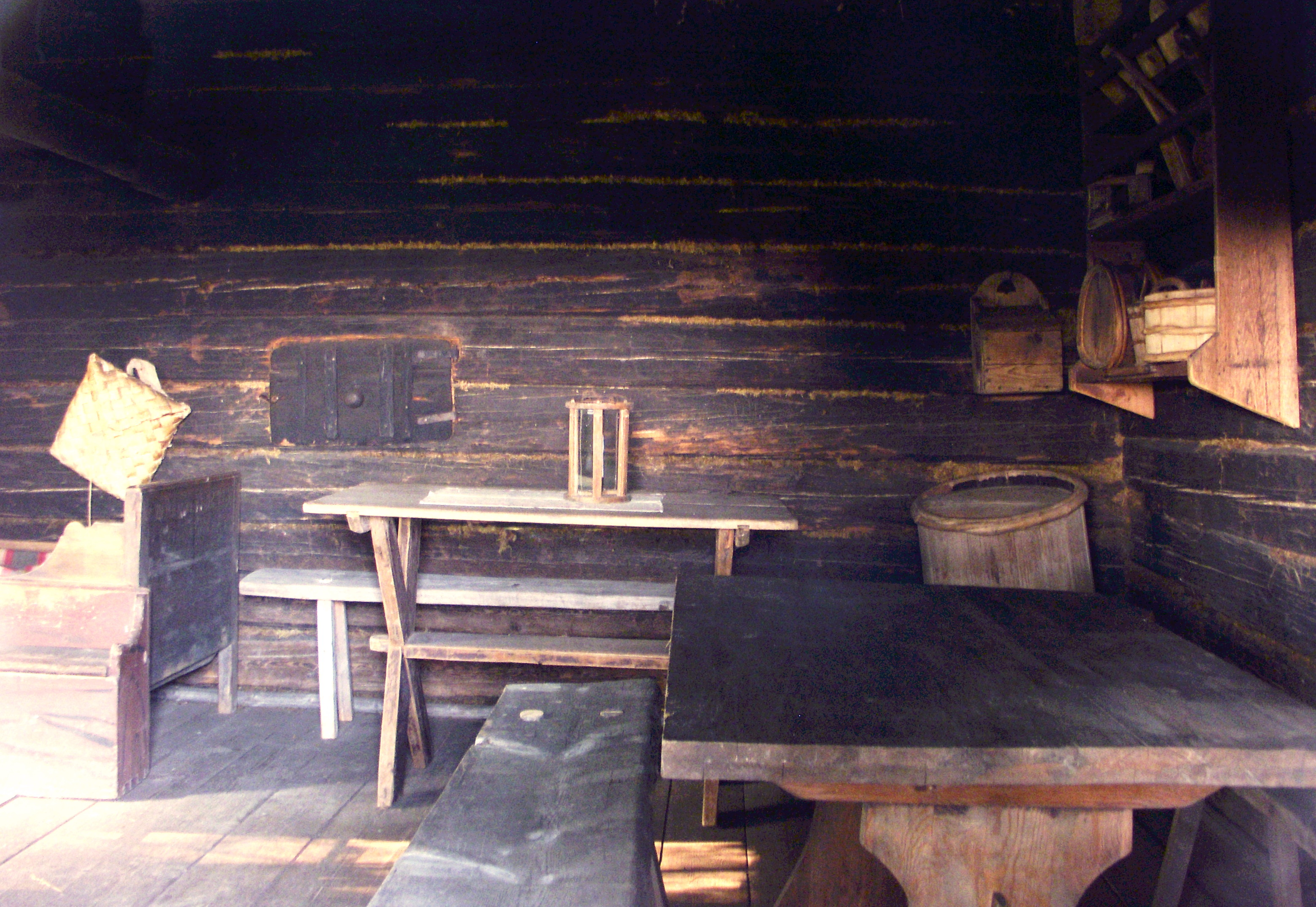
Pörtet (interiör)
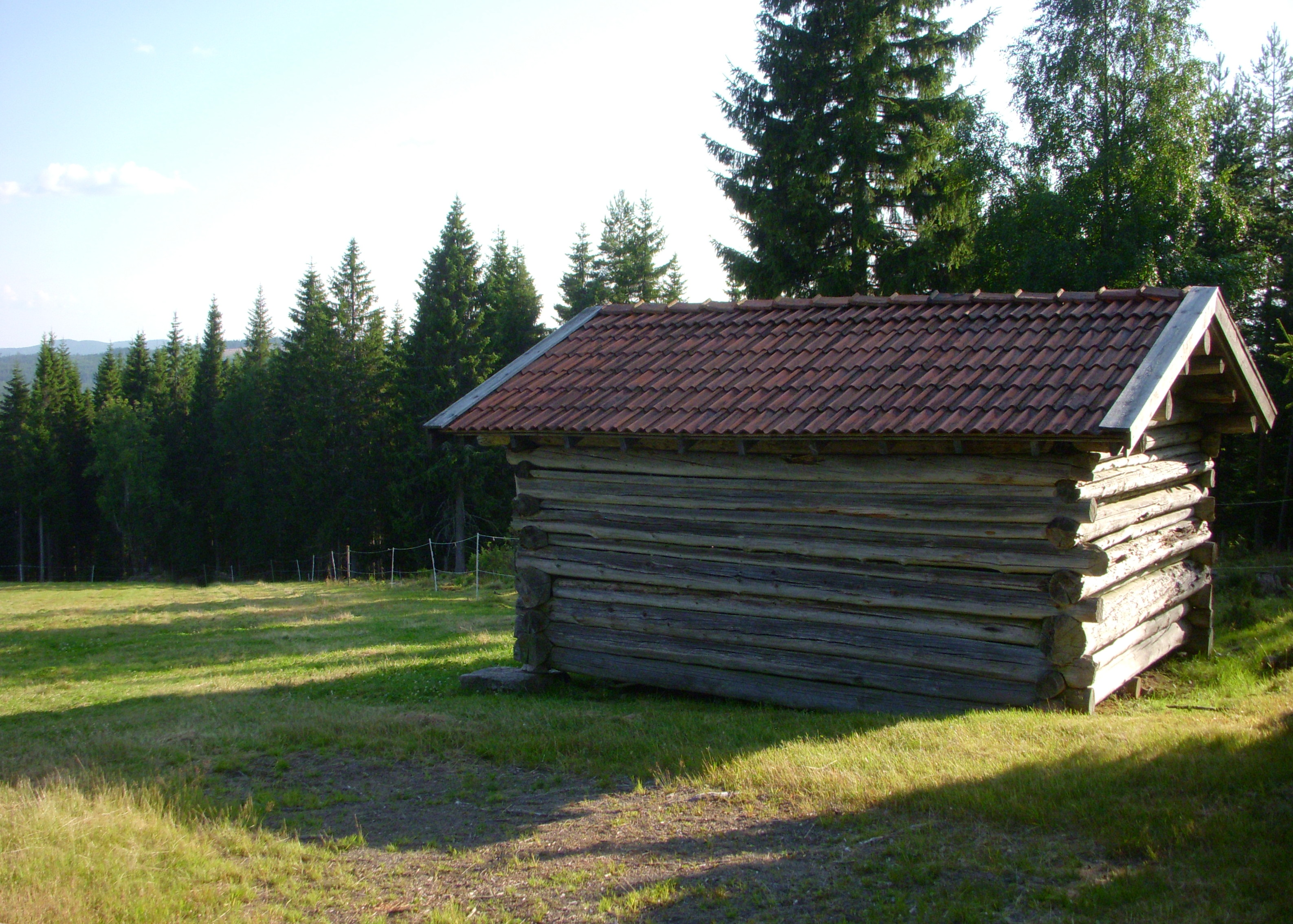
Ylatorpet
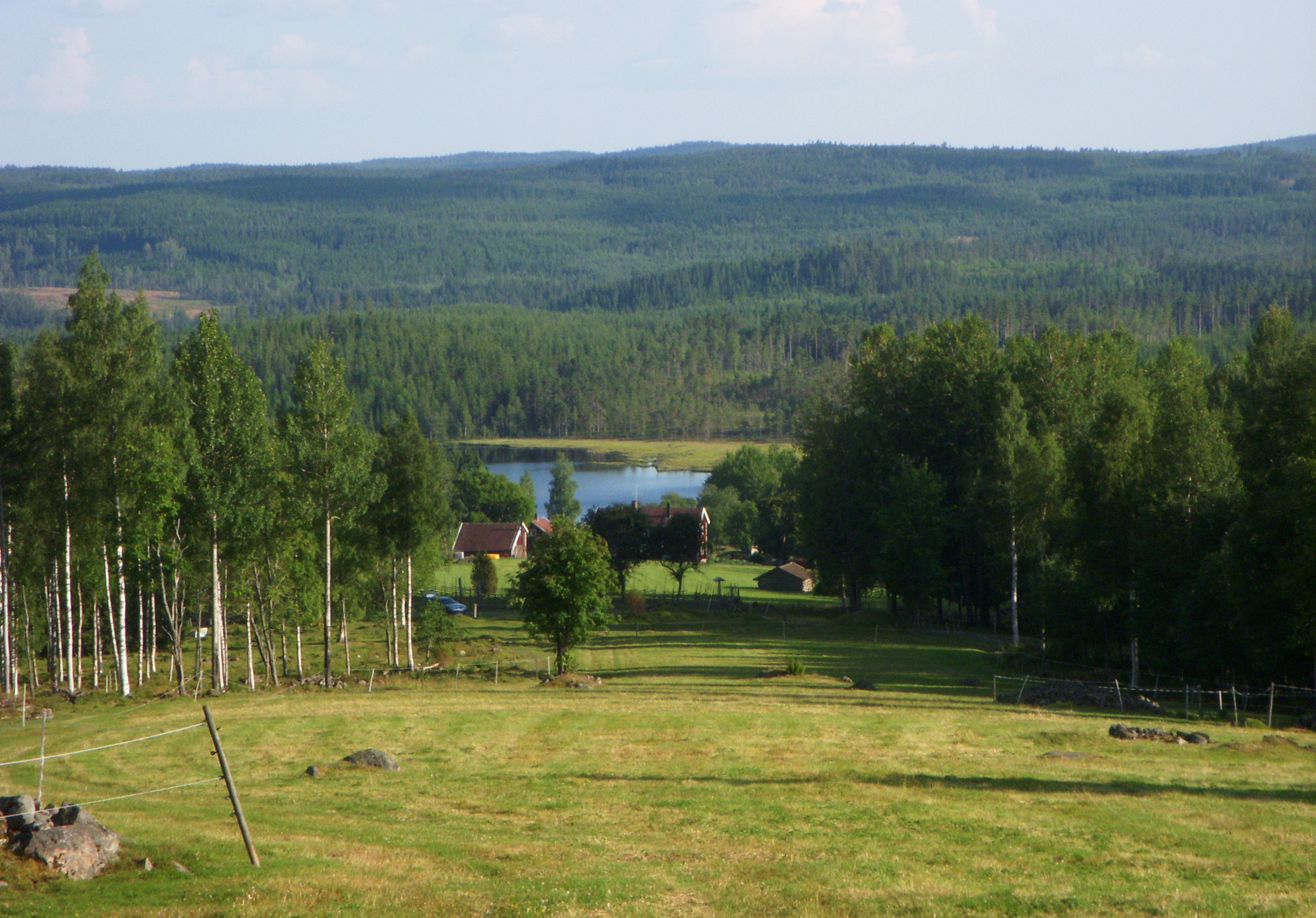
Rikkenstorp med Lammitjärnen i bakgrunden, juli 2013
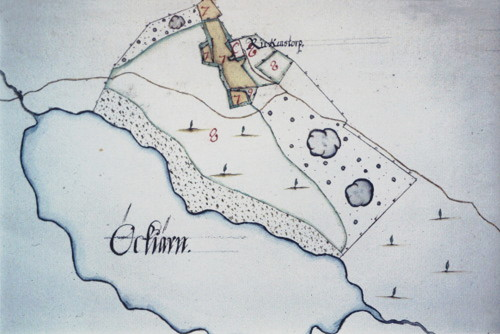
Karta över Rikkenstorp 1702